# Dover (Florida)
Dover és una concentració de població designada pel cens dels Estats Units a l'estat de Florida. Segons el cens del 2000 tenia 2.798 habitants.

## Demografia
Segons el cens del 2000, Dover tenia 2.798 habitants, 751 habitatges, i 615 famílies. La densitat de població era de 413,9 habitants per km².
Dels 751 habitatges en un 45,4% hi vivien nens de menys de 18 anys, en un 63,2% hi vivien parelles casades, en un 10,9% dones solteres, i en un 18,1% no eren unitats familiars. En el 10,4% dels habitatges hi vivien persones soles el 4,3% de les quals corresponia a persones de 65 anys o més que vivien soles. El nombre mitjà de persones vivint en cada habitatge era de 3,69 i el nombre mitjà de persones que vivien en cada família era de 3,89.
Per edats la població es repartia de la següent manera: un 33% tenia menys de 18 anys, un 13% entre 18 i 24, un 30,3% entre 25 i 44, un 17% de 45 a 60 i un 6,8% 65 anys o més.
L'edat mediana era de 28 anys. Per cada 100 dones de 18 o més anys hi havia 117 homes.
La renda mediana per habitatge era de 31.333 $ i la renda mediana per família de 31.851 $. Els homes tenien una renda mediana de 28.090 $ mentre que les dones 18.472 $. La renda per capita de la població era de 10.728 $. Entorn del 22,3% de les famílies i el 28% de la població estaven per davall del llindar de pobresa.

## Poblacions més properes
El següent diagrama mostra les poblacions més properes.